# Апшеронский кабан
Апшеронский кабан (лат. Sus apscheronicus) или апшеронская свинья, бинагадинская свинья — вымерший вид кабанов, обитавший в эпоху среднего плейстоцена на территории современного восточного Закавказья. Останки были обнаружены в четвертичных отложениях близ посёлка Бинагади в Азербайджане.

## Общая характеристика
Данный вид кабана принадлежит к новому эндемичному виду. И хотя он имеет много общих черт с группой восточно-азиатских полосатых свиней (Sus vittatus), но вместе с этим имеет ряд своих специфичных особенностей. В частности данный вид отличает чрезвычайно большого размера bullae ossae. Слёзная кость имеет форму близкую к квадратной (отношение длины к ширине — 0,75).
У черепа апшеронского кабана индекс относительной толщины (отношение верхне-нижнего диаметра к передне-заднему) при основании альвеолы равен 66,6, тогда как у черепов остальных видов кабана (Sus cristatus, Sus vittatus, Sus scrofa nigripes, Sus scrofa attila) колеблется от 75 до 81,8. Также апшеронский кабан обладает более резкими и чёткими продольными бороздами и ребрами нижней поверхности верхнего клыка по сравнению с верхними клыками у черепов кабанов Sus scrofa. Клыки на двух нижних обнаруженных челюстях апшеронского кабана не сохранились. По мнению Бурчак-Абрамовича и Джафарова, в строении черепа апшеронский кабан принципиальных отличий от современных уже не имел, но его слезные кости имели форму промежуточную между типичной для современных Sus scrofa и Sus vittatus, а слуховые капсулы имели вид далеко оттянутых вниз цилиндров.